# 범물성당
범물성당은 대한민국의 대구광역시 수성구 범물동에 있는 천주교 대구대교구 제2대리구 3지역의 성당이다. 2002년 9월 6일에 설립하였다.

## 연혁
- 2002년 9월 6일 설립.
- 2003년 2월 20일 툿징 포교 성 베네딕도 수녀회 대구 수녀원에서 파견되어 본당 선교와 유치원을 전담하게 되었다.
- 2003년 3월 11일 5학급으로 삼덕유치원(원장 조정숙 수녀)을 삼덕성당에서 이전하여 제50회 신입생(5세반: 1997년생, 4세반: 1998년생, 3세반: 1999년생)을 모집하였다.

## 교통편
- 대구 도시철도 3호선 용지역

## 같이 보기
- 천주교 대구대교구